# Список карфагенян
В список должны включаться все имена граждан древнего Карфагена, сохранившиеся в литературных источниках. Сведения о Карфагене в трудах античных историков довольно обрывочны и относительно подробно освещают лишь его войны, поэтому известны в основном имена полководцев. Краткий очерк истории Карфагена в VI—III веках до н. э. содержится в труде Юстина (особенно книги XVIII—XXII). События 480—301 годов до н. э. изложены в сохранившихся частях «Исторической библиотеки» Диодора Сицилийского (книги XI—XX). Первую Пуническую войну подробнее всего описывает Полибий (I книга «Всеобщей истории»), Вторую Пуническую войну — Тит Ливий (книги XXI—XXX «Истории от основания Города»), а Третью войну — Аппиан (книга VIII «Римской истории»).
Значительное количество тёзок может вести к путанице.
Для древнейшего периода (IX—VII века до н. э.) известны лишь имена полумифических Элиссы-Дидоны и братьев Филенов (см. также Африка в древнегреческой мифологии#Западная Африка).
Посты, которые занимали представители Магонидов, не вполне ясны (Юстин не употребляет термина «царь» в рассказе о ранней истории Карфагена). В российской науке не принято называть их царями (как делает однажды Геродот, а также Аристотель), считается, что их положение было близко к тиранам.

## Ранняя история (VI—V века до н. э.)
- Гамилькар I, младший сын Магона[4]. Начало V века. Сменил во главе войска своего брата Гасдрубала, воевал с афрами и в Сардинии[5]. Командующий в войне с эллинами[6]. Погиб на войне в Сицилии в битве при Гимере (480 год), оставив трёх сыновей: Гимилькона, Ганнона, Гисгона[7]. Геродот называет его царём и приводит рассказы о его смерти[8].
- Ганнибал, сын Гасдрубала, внук Магона. Полководец. Правил городом с братьями (первая половина V века)[9].
- Ганнибал Магон, сын Гисгона, внук Гамилькара[10], правнук Магона. В 409 году как командующий высадился в Сицилии и занял Селинунт и Гимеру, в 406 умер от чумы[11].
- Ганнон, сын Гамилькара, внук Магона. Полководец. Правил городом с братьями[12]. Совершил плавание у берегов Западной Африки. См. Юстин, пролегомены XIX; Дион Хрисостом, XXV речь.
- Гасдрубал, сын Гасдрубала, внук Магона. Полководец. Правил городом с братьями[9].
- Гасдрубал I, старший сын Магона (начало V века). Полководец. 11 раз был диктатором и 4 раза праздновал триумф[13]. Погиб, получив рану во время войны в Сардинии[5]. Оставил трёх сыновей: Ганнибала, Гасдрубала и Сапфона[14], власть передал брату Гамилькару.
- Гимилькон, сын Гамилькара, внук Магона (первая половина V века). Правил городом с братьями[15]. Совершил плавание на север[16]. Не следует смешивать с его племянником (см. ниже)[17].
- Гимилькон, сын Ганнона[18], внук Гамилькара, правнук Магона. Полководец, сменил Ганнибала[19]. Дал ряд удачных сражений, одержал победы, заключил мир (406—405 годы)[20]. Затем война была возобновлена (397 год)[21], но Гимилькон потерял войско от эпидемии[22] при осаде Сиракуз в 396 году[23]. Вернулся в город и покончил с собой[24].
- Гисгон, сын Гамилькара, внук Магона (V век). Правил городом с братьями[25]. Изгнан и уехал в Селинунт, где и умер[26]. Не следует смешивать его с Гисгоном, сыном Ганнона, жившим на век позже[27].
- Карталон. Сын Мазея. Послан в Тир карфагенянами с десятиной добычи. Был враждебен отцу и распят им на кресте[28].
- Магон I. Стал верховным военачальником после Мазея и установил в войске военную дисциплину, укрепив мощь государства (конец VI века). Отец Гасдрубала и Гамилькара[29].
- Магон. Автор трактата о сельском хозяйстве. Иногда отождествляется с предыдущим. По другому мнению, жил в III веке.
- Мазей (Малх). Полководец. Покорил значительную часть Сицилии (550-е годы), но потерпел поражение в Сардинии и был изгнан вместе со своей армией (около 545—535 годов)[30]. Вместе с армией взял город, казнил 10 сенаторов и вернул городу законы. Но позже обвинён в стремлении к царской власти и казнён[31]. Согласно Орозию, правил во времена царя Кира.
- Сапфон (Сафон). Сын Гасдрубала, внук Магона. Правил городом с братьями[32].

## Начало IV — начало III века до н. э.
- Бомилькар. Полководец. Племянник Гамилькара, союзника Агафокла[33]. Собирался перейти на сторону Агафокла, но был разоблачён и распят на городской площади (308 год)[34]. См. Диодор XX 10, 1-2; 43-44
- Гамилькар, сын Ганнона Великого I, брат Гисгона. Стратег, казнён[35].
- Гамилькар. Командующий в войне с Агафоклом. Был союзником сиракузян против Агафокла, затем посредником в их примирении, затем помог Агафоклу захватить власть (316 год)[36]. Вскоре его по жалобе решили судить сенатом, но он умер[37]. Возможно, он же командовал карфагенской армией в 340 году[38].
- Гамилькар, сын Гисгона. Полководец[39]. Победил Агафокла в двух сражениях (310 год)[40]. Погиб вместе с войском в 309 году[41].
- Гамилькар Родан. Посол Карфагена к Александру Великому, после его смерти вернулся на родину и был казнён[42]. Посольство упоминает ряд источников[43].
- Ганнон Великий I. Полководец, избран полководцем для войны с Дионисием (368 год)[44]. Возглавил армию в Сицилии в 345 году[45]. Устроил заговор против сенаторов с целью захвата власти, затем был разоблачён и восстал с 20 000 рабов, но был схвачен и убит, а затем распят, почти весь его род был истреблён[46].
- Ганнон. Полководец. Воевал в Африке с Агафоклом, но был побежден (310 год)[47]. Затем победил остатки войска Агафокла[48].
- Гасдрубал. Командовал армией в 340 году[38].
- Гимилькон, сын Магона[49]. Командующий в III Карфагенской войне на Сицилии (382—374)[50]. Сменил своего погибшего отца (382 год)[51].
- Гисгон, сын Ганнона Великого I[52]. Изгнан из Карфагена после смерти отца, но позже сделан полководцем[53] и заключил мир в Сицилии в 339 году[54]. Отец Гамилькара[55].
- Магон en:Mago (fleet commander). Адмирал Гимилькона (396 год)[56]. После отплытия Гимилькона оставался в Сицилии (395 год)[57]. Командующий в III карфагенской войне на Сицилии (382—374), был убит в бою (383/2 год)[58]. У Диодора назван царём[59].
- Магон (Магон III) en:Mago (general). Полководец в войне с Тимолеонтом, прибыл с флотом в Сиракузы на помощь Гикету, но затем отплыл обратно, не желая воевать (343 год). Вскоре покончил с собой, его труп распяли[60].
- Магон. Полководец. Во время войны с Пирром послан со 120 кораблями на помощь римлянам, но римляне от помощи отказались. Затем посетил Пирра[61].
- Синал. Военачальник, наместник Минои, друг Диона (356 год)[62].
- Суниат. Карфагенянин, враг Ганнона. Предупредил Дионисия Сиракузского письмом, которое было перехвачено, и он был казнён за измену (368 год)[63].

## Период Первой Пунической войны
- Адгербал, или Атарбал. Военачальник в Первую Пуническую войну, друг Ганнибала, сына Гамилькара, командовал в Дрепанах (249 год)[64]. Победил в морском сражении консула Клавдия (249 год)[65].
- Боодес. Карфагенский «сенатор». Послан Ганнибалом старшим с 20 кораблями против Гнея Корнелия к Липаре, захватил римский флот (260 год)[66].
- Бостар (Бостор). Военачальник после перехода римлян в Ливию в Первую Пуническую войну, послан к Гамилькару (256 год)[67]. Начальник наёмников в Сардинии, убит ими (240 год)[68].
- Гамилькар старший, отец Ганнибала en:Hamilcar (Drepanum). Начальник карфагенских войск в Сицилии (259 год)[69]. Командовал левым крылом в битве при Экноме[70]. Отозван в Карфаген (256 год)[71]. Взят в плен римлянами в Африке (256 год)[72].
- Гамилькар Барка, отец Ганнибала. Впервые упомянут при войне в Сицилии (247 год)[73]. Неоднократно у Полибия и Ливия.
- Дочь Гамилькара Барки[74] (в романе Флобера она носит имя Саламбо).
- Ганнибал Гискон. Военачальник Акраганта в Первую Пуническую войну (262 год)[75]. Начальник флота у Панорма, побежден Дуилием (260 год)[76]. В Сардинии потерпел поражение от римлян и распят своими на кресте (258 год)[77].
- Ганнибал, сын предыдущего Ганнибала. Из Лилибея отправлен к кельтам-наёмникам Гимильконом (250 год)[78].
- Ганнибал, сын Гамилькара старшего[79]. Отправлен из Карфагена в Лилибей с 10 000 войска (249 год)[80]. Послан в подкрепление Гамилькару[81], взят в плен и распят на кресте наёмниками (238 год)[82].
- Ганнибал Родосец. Проникал неоднократно в Лилибей, осаждённый римлянами, но попал в плен (249 год)[83].
- Ганнон. Военачальник, уступивший акрополь Мессены римлянам, распят своими (264 год)[84].
- Ганнон. Военачальник в Первую Пуническую войну, прибыл из Карфагена под Акрагант, потерпел поражение от римлян (262 год)[85]. Воевал в Сардинии с Л. Корнелием[86]. Командовал правым крылом в сражении с Регулом при Экноме (256 год)[87]. Побежден Лутацием при Эгусе близ Лилибея (242 год)[88] и в Карфагене распят на кресте.
- Ганнон Великий II en:Hanno the Great#Hanno II the Great. Воевал в Ливии с нумидянами и ливийцами[89]. Военачальник в Ливии, взял Гекатонпил[90]. Командующий в войне карфагенян с наёмниками[91]. Ссорился с Гамилькаром Баркою[92]. Позднее примирился с Гамилькаром и разбил наёмников[93]. Противник Баркидов, выступал против приезда Ганнибала в Испанию (224 год)[94], против начала войны с Римом[95], с речью после победы при Каннах[96]. Защитил римских послов (203 год)[97], отправлен послом к Сципиону (202 год)[98].
- Ганнон. Отправлен против наёмников в Сардинию и распят ими (240 год)[99].
- Гасдрубал, сын Ганнона. Карфагенский военачальник в Ливии в Первую Пуническую войну, послан к Гамилькару (256 год)[71]. Отправлен в Сицилию (осень 255 года)[100], где разбит римлянами проконсула Цецилия (250 год)[101].
- Герилл (Эрилл, первая половина или середина III века). Философ-стоик, переселился в Афины и стал учеником Зенона Китийского. Автор ряда сочинений на греческом языке[102].
- Гескон, или Гисгон en:Gisgo. Командующий в Лилибее (241 год), отправил войско из Сицилии в Ливию[103]. Начальник наёмников в Сицилии, затем в Ливии[104]. Гескона и 700 карфагенян наёмники схватили (240 год)[105], пытали и казнили[106].
- Гимилькон. Командующий гарнизоном в Лилибее в Первую Пуническую войну (250—248 годы)[107].
- Карталон. Заместитель флотоводца Атарбала под Лилибеем (248 год)[108].

См. также:
- Автарит. Галльский наёмник на службе Карфагена, один из вождей мятежников в ходе Ливийской войны[109].
- Алексон. Ахеец, служивший на командной должности в гарнизоне Лилибея[110].
- Ксантипп. Спартанец, командовавший карфагенским войском[111].
- Матос. Ливиец, вождь наёмников, воевавших с Карфагеном[112].
- Наравас. Знатный нумидиец, сначала воевавший на стороне мятежников, а затем перешедший на сторону Гамилькара Барки[113].
- Спендий. Кампанец, вождь наёмников, воевавших с Карфагеном[114].

## Период Второй Пунической войны
- Адгербал en:Adherbal (governor of Gades). Военачальник, проиграл морскую битву у Гадеса Лелию (206 год)[115].
- Бармокар[116]. Карфагенский посол, заключил договор с Филиппом V (215 год)[117].
- Бомилькар. Карфагенский царь, отец Ганнона из войска Ганнибала Барки[118]; отец Ганнибала[119].
- Бомилькар. Полководец. Прибыл в Локры к Ганнибалу с подкреплением из Карфагена (215 год)[120]. Прибыл с флотом на помощь Сиракузам, но затем вернулся в Карфаген (214 год)[121]. В 212 году стоял с флотом в гавани Сиракуз, затем, не сразившись с римским флотом, отплыл в Тарент[122]. Приплыв туда, не освободил Тарента от осады римлян и отплыл[123].
- Бостар (у Полибия — Бостор). Командир, охранял заложников в Испании (217 год)[124].
- Бостар. Посол к Филиппу V от Ганнибала, попал в плен к римлянам (215 год)[125].
- Бостар. Командовал гарнизоном в Капуе, которую взяли римляне (211 год)[126].
- Гамилькар, сын Гескона (Гизгона). Начальник гарнизона острова Мелита, сдался римлянам (218 год)[127].
- Гамилькар. Военачальник под Бруттием (215 год)[128].
- Гамилькар. Флотоводец, атаковал Сардинию (210 год)[129]. Начальник флота (204 год)[130].
- Гамилькар. Начальник пунийского гарнизона Локр, оставил город по приказу Ганнибала (205 год)[131].
- Гамилькар Пен. Военачальник. Поднял мятеж в Галлии против римлян (200 год)[132], убит в бою в 200 году[133], либо в 197 году[134], либо в том же году попал в плен и был проведен в триумфе[135]. Объявлен в Карфагене изгнанником (200 год)[136].
- Гамилькар (упомянут по ошибке). Разбит П. Корнелием Сципионом Африканским при Бекуле в 209 г.[137]
- Ганнибал Барка.
- Племянница Ганнибала Барки, жена нумидийца Мазетула (204 год)[138].
- Ганнибал Мономах (Единоборец) en:Hannibal Monomachus. Друг и советник Ганнибала Барки (218 год)[139].
- Ганнибал. Начальник флота, в посольстве Ганнибала Барки к Гиерониму (215 год)[140]. Возможно, тождествен предыдущему.
- Ганнибал, сын Бомилькара. Военачальник в Испании (215—214 годы)[141].
- Ганнон Великий II. См. выше, раздел о Первой Пунической войне.
- Ганнон. Оставлен Ганнибалом Баркою управлять частью Иберии к северу от Ибера (218 год)[142]. Разбит и взят в плен Гнеем Корнелием Сципионом (217 год)[143].
- Ганнон (сын Бомилькара)[144], племянник Ганнибала Барки[145]. Начальник части войск Ганнибала Барки в переправе через Родан (218 год)[146]. В битве при Каннах командовал правым крылом[147]. Разбит под Грументом (215 год)[148], действовал в Бруттии (215 год)[149]; в 214 году разбит войском Гракха[150], сохранил командование[151], в 212 году действовал в Кампании и разбит римлянами[152]. Взял Тарент[153] и Фурии[154]. В 212 году действовал под Агригентом, разбит[155], в 210 командовал гарнизоном Агригента, бежал в Африку[156]. Назначен полководцем после разгрома Гасдрубала Гискона (204 год)[157], вел с ним переговоры[158].
- Ганнон. Военачальник, взятый в плен на Сардинии (215 год)[159].
- Ганнон. Занял Капую[160]. Командовал гарнизоном в Капуе, которую взяли римляне (211 год)[126].
- Ганнон. Командовал гарнизоном в Метапонте (207 год)[161].
- Ганнон. Военачальник, прибыл с новым войском в Испанию, вскоре разбит Силаном и взят в плен (207 год)[162].
- Ганнон. Военачальник в Гадесе, «префект» Магона, разбит Марцием (206 год)[163].
- Ганнон. Знатный юноша. Погиб в бою с армией Сципиона в Африке (204 год)[164].
- Ганнон, сын Гамилькара. Командующий конницей в Африке, погиб в бою с Масиниссой (204 год)[165]. Иногда отождествляется с предыдущим[166]; другие авторы упоминают, что он был взят в плен и обменян (Целий, Валерий, Аппиан[167] и Дион Кассий).
- Гасдрубал, зять Гамилькара Барки. Командовал в Иберии, убит кельтом. См., например, Полибий III 13, 3; Ливий XXI 2, 3-7; Юстин XLIV 5, 5-6.
- Гасдрубал, сын Гамилькара Барки, младший брат Ганнибала. Ганнибал оставил его командующим в Испании (218 год)[168]. Погиб в 207 году[169]. Неоднократно упоминается в источниках.
- Гасдрубал. Военачальник в Италии, перевел войска через Пад по приказу Ганнибала Барки[170]. Заведовал работами в войске Ганнибала[171].
- Гасдрубал. Военачальник в стоянке под Герунием (217 год)[172], начальник левого крыла в битве при Каннах[173]. Возможно, тождествен предыдущему.
- Гасдрубал Плешивый. Военачальник. Отправлен в поход на Сардинию (215 год)[174], попал в плен[175].
- Гасдрубал Гискон. Полководец в Испании (214 год)[176]. Требовал денег и заложников от иберийцев[177]. Командовал одной из трёх армий, когда были побеждены Гней и Публий Сципионы (212 год)[178], разбит римским войском Марция[179], продолжил командовать (211, 209 годы)[180], его войско стояло у устья Тага в момент высадки Сципиона Африканского (210 или 209 год)[181]. Отвел войско к Гадесу (207 год)[182], набрал войска и двинулся к Илипе (Сильпию) против Сципиона, был разбит и бежал, после чего покинул Испанию (206 год)[183]. Посетил Сифака вместе с Сципионом (206 год)[184]. Выдал дочь замуж за Сифака (204 год)[185]. Считался самым могущественным в Карфагене (204 год)[186], собирал войско и слонов[187], посетил Сифака и убедил его начать войну с Масиниссой, а затем выступить на помощь Карфагену (204 год)[188]. Военачальник против Сципиона в Ливии, разбит им (203 год)[189], вновь выступил и вновь разбит на равнине Великополья[190]. После поражения приговорен к смерти и собрал своё войско[191], по инициативе Ганнибала прощен (202 год)[192], но вскоре обвинён в измене и принял яд в гробнице отца[193].
- Гасдрубал. Начальник флота, послан в Италию за Ганнибалом (203 год)[194]. Командовал флотом под Утикой и нарушил перемирие[195].
- Гасдрубал Козлик (Гед). Защитил римских послов (203 год)[97], отправлен послом к Сципиону (202 год)[196]. Карфагенский посол в Рим, противник Баркидов (201 год)[197].
- Гескон. Отец Гасдрубала[198].
- Гескон (Гизгон). Посол к Филиппу V от Ганнибала, попал в плен к римлянам (215 год)[125].
- Гескон. Карфагенский «сенатор», выступавший против мира (202 год)[199].
- Гимилька. Жена Ганнибала, родом из Кастулона в Иберии[200]. Имя её известно из Силия Италика[201].
- Гимилькон (так у Ливия; у Полибия его имя Гамилькар). Военачальник, командующий испанским флотом, потерпел поражение от римлян (217 год)[202]. Назначен командующим в Испании (215 год)[203]. Стоял с флотом у Сицилии, затем возглавил сухопутное войско на Сицилии (214 год)[204], в 212 году двинулся на помощь Сиракузам, но погиб от чумы[205].
- Гимилькон. Карфагенский «сенатор», сторонник Баркидов (216 год)[206].
- Гимилькон. «Префект» Ганнибала, взявший Петелию (215 год)[207] (согласно Аппиану, Петелию взял Ганнон, племянник Ганнибала[208]).
- Гимилькон. Командовал отрядами в Испании, попал в плен к римлянам (206 год)[209].
- Карталон en:Carthalo. Военачальник, командовал конницей у Ганнибала Барки (217 год)[210], также в битве при Каннах[211], посол в Рим после битвы[212]; посол к римлянам в 212 году[213]. Начальник гарнизона Тарента, убит (209 год)[214].
- Магарбал, сын Гимилькона. Вождь иберов в войске Ганнибала. Заместитель Ганнибала при осаде Сагунта[215]. Послан с отрядом нумидийцев в 500 всадников перед битвой при Тицине[216]. После битвы при Тразименском озере, где командовал отрядом конницы, пленил 6000 римлян[217]. Вскоре разбил Гая Центения[218], командовал отрядом конницы[219]. Командовал правым крылом в битве при Каннах[220], после битвы призывал к походу на Рим[221]. Участвовал в осаде Казилина (216 год)[222].
- Магон, сын Гамилькара Барки, брат Ганнибала. См. Полибий III, IX—XI, Ливий упоминает его неоднократно, начиная с битвы при Тицине[223]. После битвы при Каннах в 216 году вернулся в Карфаген, в 215 году направлен в Испанию с войском, в 206 году покинул Испанию, в 203 году умер[224].
- Магон. Посол к Филиппу V от Ганнибала, попал в плен к римлянам (215 год)[225].
- Магон. Посол, успешно заключил договор карфагенян с Филиппом V (215 год)[117].
- Магон. Военачальник, пленён на Сардинии (215 год)[226].
- Магон, прозванный Самнитом. Друг Ганнибала с юности[227]. Военачальник, в 212 году взял Фурии[228], действовал в Бруттии, из засады его войско разбило римлян, проконсул Гракх был убит[229]. Отличался корыстолюбием[230]. Командовал гарнизоном Локр (208 год)[231].
- Магон. Военачальник в Иберии, начальник гарнизона Нового Карфагена (210 или 209 год)[232], попал в плен к Сципиону Африканскому[233].
- Магон. Начальник конницы при Гасдрубале Гисконе (204 год)[234].
- Магон. Взят в плен в 218 году Гнеем Сципионом (?)[235]. Вероятно, спутан с предыдущим.
- Миркан[236]. Посол, успешно заключил договор карфагенян с Филиппом V (215 год)[117].
- Софонисба. Дочь Гасдрубала Гискона, жена Сифака. Несколько раз упомянута без имени[237]. Масинисса взял её в жены[238] (по одной из версий, она ранее была просватана за него[239]). Отравилась, чтобы не попасть в руки римлян[240].

См. также:
- Гиппократ. Карфагенский полководец, чей дед был сиракузцем. Избран «претором» Сиракуз (214 год). См. начиная с 215 года[241], умер от чумы в 212 году[242].
- Исалк. Командир гетулов в войске Ганнибала Барки (216 год)[243].
- Муттин (Миттон), ливофиникиец из Гиппакры. Военачальник, посланный Ганнибалом Баркой под Агригент, разбит Марцеллом (зима 212 года)[244], командовал под Агригентом (210 год)[245]. Передался римлянам и получил от них права гражданства[246]. Продолжил воевать в Сицилии на стороне римлян (209 год)[247].
- Силен Калактинский. Историк, сопровождал Ганнибала Барку в походах и «подробнейшим образом» (Цицерон) описал его жизнь[248].
- Сосил Лакедемонский. Историограф Ганнибала Барки, сопровождал его в походах[248].
- Хампсикора. Сардинский аристократ, поднявший восстание против римлян при поддержке карфагенян[249].
- Эпикид. Карфагенский полководец, сиракузец по отцу. Избран «претором» Сиракуз (214 год). Разбит Марцеллом после падения Сиракуз[250]. В 210 году из Агригента бежал в Африку[251]. См. Полибий VII 2, 3-4; 4, 4; 5, 5; VIII 5, 1; 37; Ливий XXIV 6, 2 и далее.

## Первая половина II века до н. э. иТретья Пуническая война
- Баннон Тигилла. Карфагенский сенатор, выступил с речью, моля римлян о пощаде (149 год)[252].
- Гамилькар Самнит. Сторонник демоса (153 год)[253]. Напал на Голоссу, сына Масиниссы (152 год)[254].
- Гамилькар. Посол к римлянам (149 год)[255].
- Ганнибал Скворец. Карфагенский аристократ. Сторонник Масиниссы (153 год)[253], изгнан и бежал к нему (152 год)[254].
- Ганнон Великий III. Сторонник римской партии (153 год)[253].
- Ганнон, сын Гамилькара. Масинисса требовал, чтобы тот стал заложником в Риме, но римляне отказали (168 год)[256].
- Ганнон Левк. Один из полководцев (149 год)[257].
- Гасдрубал Боэтарх. Воевал с Масиниссой (152 год)[258]. Карфагеняне приговорили его к смерти, но он собрал войско и расположился лагерем у Карфагена[259]. Помилован и избран полководцем против римлян (149 год)[260]. Одержал победу над римлянами Манилия (149 год)[261]. Отправился к Голоссе для переговоров[262]. Перебил пленных римлян (147 год)[263]. После падения города укрылся в храме Асклепия (Эшмуна), а затем сдался Сципиону, его жена с детьми бросается в пламя[264].
- Гасдрубал (внук Массиниссы). Полководец в 149 году, внук Масиниссы по дочери[265]. Обвинён в измене и убит карфагенянами (148 год)[266].
- Гасдрубал Клитомах (187—110). Философ. Переселился в Афины и позже возглавил Академию, ученик Карнеада[267]. См. Цицерон. О дивинации II 87; Учение академиков 90, 96, 146, 164, 168, 174, 198, 200; Об ораторе I 45; Оратор 51.
- Гескон, сын Гамилькара. Произносит речь, возбуждая войну с римлянами (153 год)[268].
- Гискон Стритан. Карфагенский посол в Рим (149 год)[255].
- Гиллимар. Карфагенец, посол к римлянам (149 год)[255].
- Гимилькон Фамея (у Полибия — Гамилькар Фамея). Начальник конницы (149 год)[269]. Перешёл на сторону римлян благодаря Сципиону, в Риме получил награду (149 год)[270].
- Карталон. Сторонник демоса (153 год)[253].
- Карталон Боэтарх. Начал войну с Масиниссой (153 год)[253]. За это приговорен к смерти[271].
- Магон. Карфагенец, посол к римлянам (149 год)[255].
- Магон Бруттиец. Произнес в карфагенском сенате речь о необходимости покориться римлянам (149 год)[272].
- Мисдес. Посол к римлянам (149 год)[255].